# UN-Energy
UN-Energy ist ein Mechanismus im System der Vereinten Nationen im Themenfeld Energie. Es wurde 2002 am Anschluss an den Weltgipfel für nachhaltige Entwicklung (WSSD) in Johannesburg gegründet. Sein Zweck ist es, einen in sich schlüssigen Ansatz für ein nachhaltiges Energiesystem besonders in Entwicklungsländern zur Erreichung der Millennium-Entwicklungsziele durchzusetzen.
Um dies zu erreichen, begutachtet UN-Energy energierelevante Aktivitäten innerhalb des UN-Systems und versucht sie zu vereinheitlichen. Gegenwärtig ist UN-Energy eine sehr kleine Einheit in der UN, es hat noch nicht einmal den Status eines Programms erreicht.
Aktuelle Vorsitzende von UN-Energy sind gemeinsam Damilola Ogunbiyi, die UN-Sonderbeauftragte für Sustainable Energy for All, und Achim Steiner, der Administrator von UNDP. (Stand Nov. 2022)

## Mitglieder
- Wirtschaftskommission für Afrika
- Wirtschaftskommission für Europa
- Wirtschaftskommission für Lateinamerika und die Karibik
- Wirtschafts- und Sozialkommission für Asien und den Pazifik
- Wirtschafts- und Sozialkommission für Westasien
- Welternährungsorganisation
- Internationale Atomenergieorganisation
- Programm der Vereinten Nationen für menschliche Siedlungen (HABITAT)
- Konferenz der Vereinten Nationen für Handel und Entwicklung
- Entwicklungsprogramm der Vereinten Nationen
- Organisation der Vereinten Nationen für Erziehung, Wissenschaft und Kultur
- Umweltprogramm der Vereinten Nationen
- Klimarahmenkonvention der Vereinten Nationen
- Organisation der Vereinten Nationen für industrielle Entwicklung
- Internationales Forschungs- und Ausbildungsinstitut zur Förderung der Frau
- Weltgesundheitsorganisation
- Weltorganisation für Meteorologie
- Weltbankgruppe
- Hauptabteilung Wirtschaftliche und Soziale Angelegenheiten
- Sekretariat des Koordinierungsrats der Leiter der Organisationen des Systems der Vereinten Nationen